# Danaus chrysippus
Danaus chrysippus là một loài bướm thuộc chi Danaus, họ Bướm giáp. Loài này phân bó phổ biến rộng rãi trong châu Á và Châu Phi. Nó là một loài bướm kích thước trung bình, các loài khác không ăn được loài bướm này.

## Mô tả

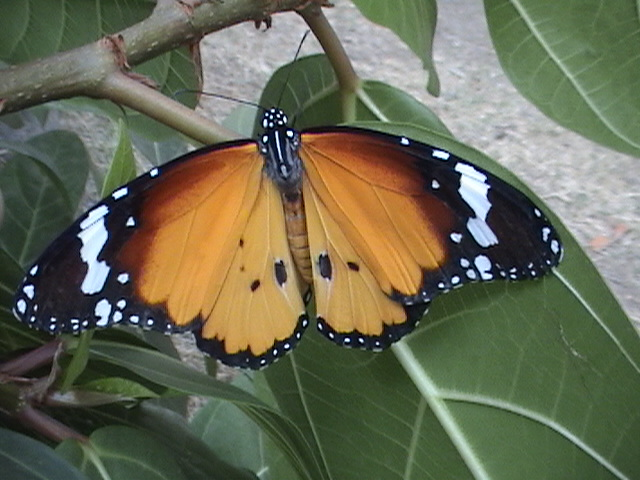
Con đực D. c. chrysippus

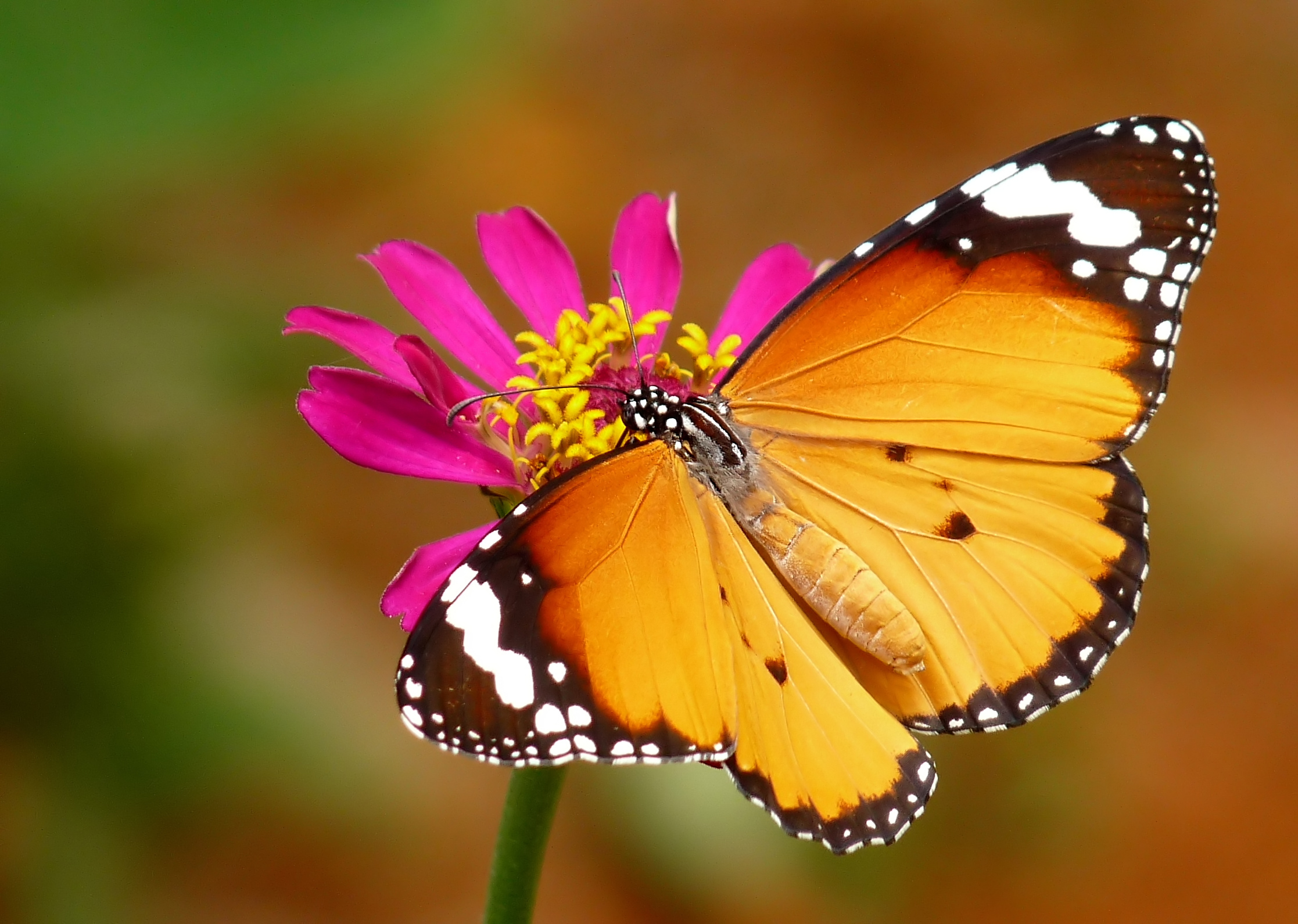
Con cái D. c. chrysippus, Kerala, Ấn Độ

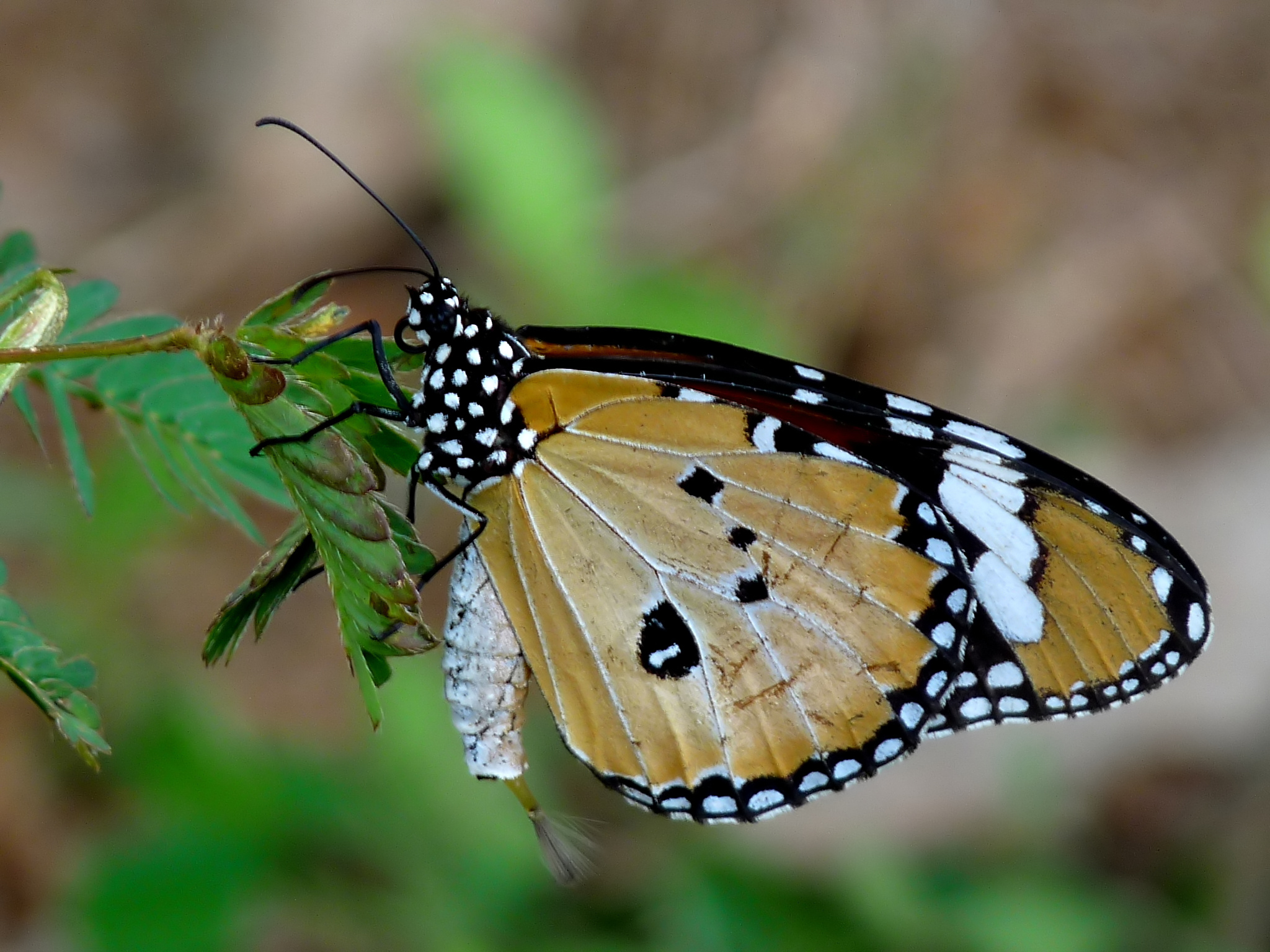
Con đực Danaus chrysippus ở Kerala, Ấn Độ

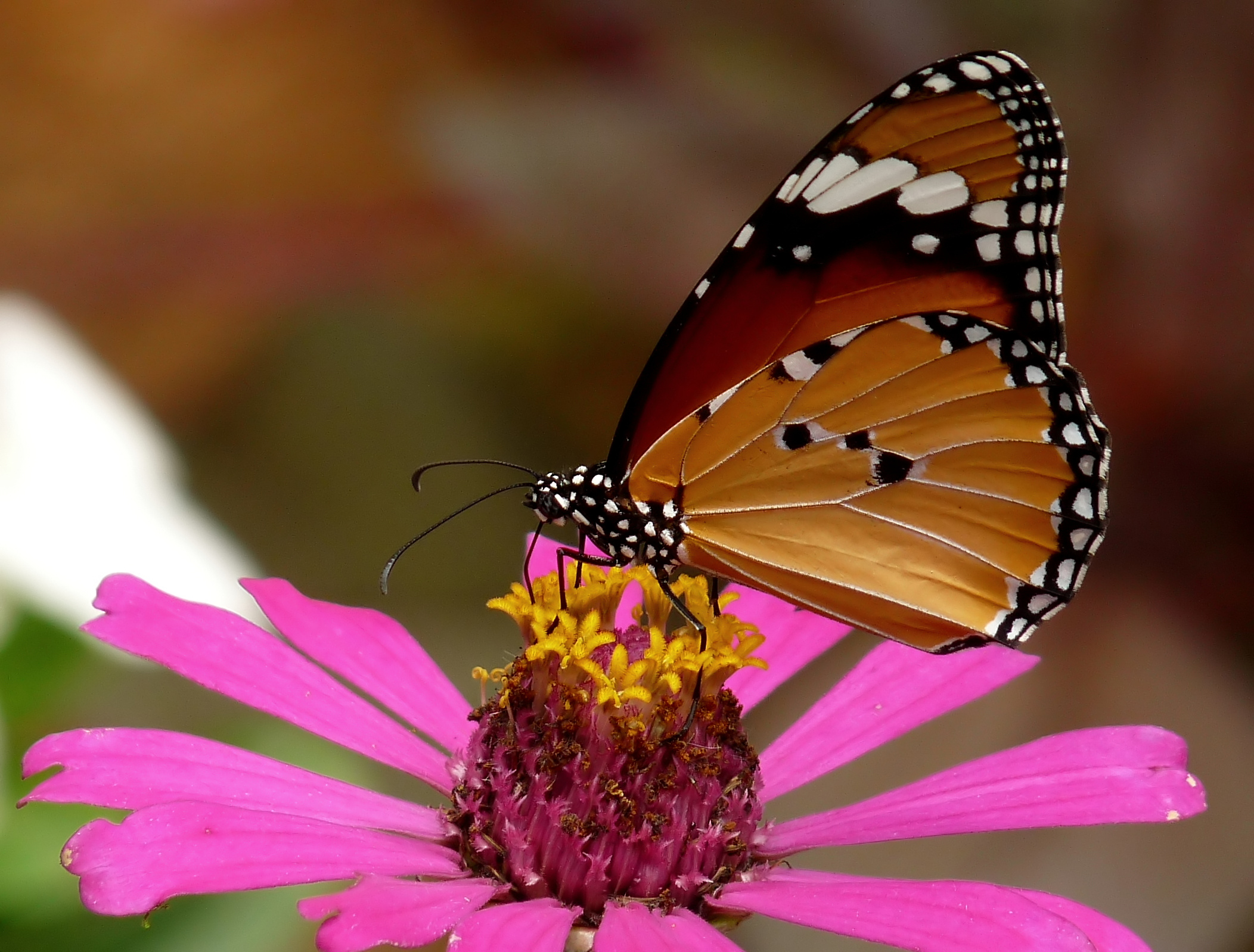
Con cái D c chrysippus Kerala, Ấn Độ

Đây là một loài bướm có kích thước vừa với sải cánh dài khoảng 7–8 cm. Cơ thể là màu đen với những đốm trắng. Các cánh sắc nâu phía trên là sáng hơn và phong phú hơn phía dưới. Nửa đỉnh của cánh trước có màu đen với một dải màu trắng. Cánh chân sau có 3 điểm màu đen xung quanh trung tâm. Cánh chân sau có một đường viền mỏng màu đen kèm theo một loạt các điểm bán nguyệt màu trắng. Màu nền và mức độ của màu trắng trên cánh trước thay đổi phần nào trên phạm vi phân bố rộng.
Con đực nhỏ hơn con cái, nhưng màu sắc rực rỡ hơn. Ngoài ra, con đực có một số đặc điểm tình dục thứ cấp.

## Hình ảnh

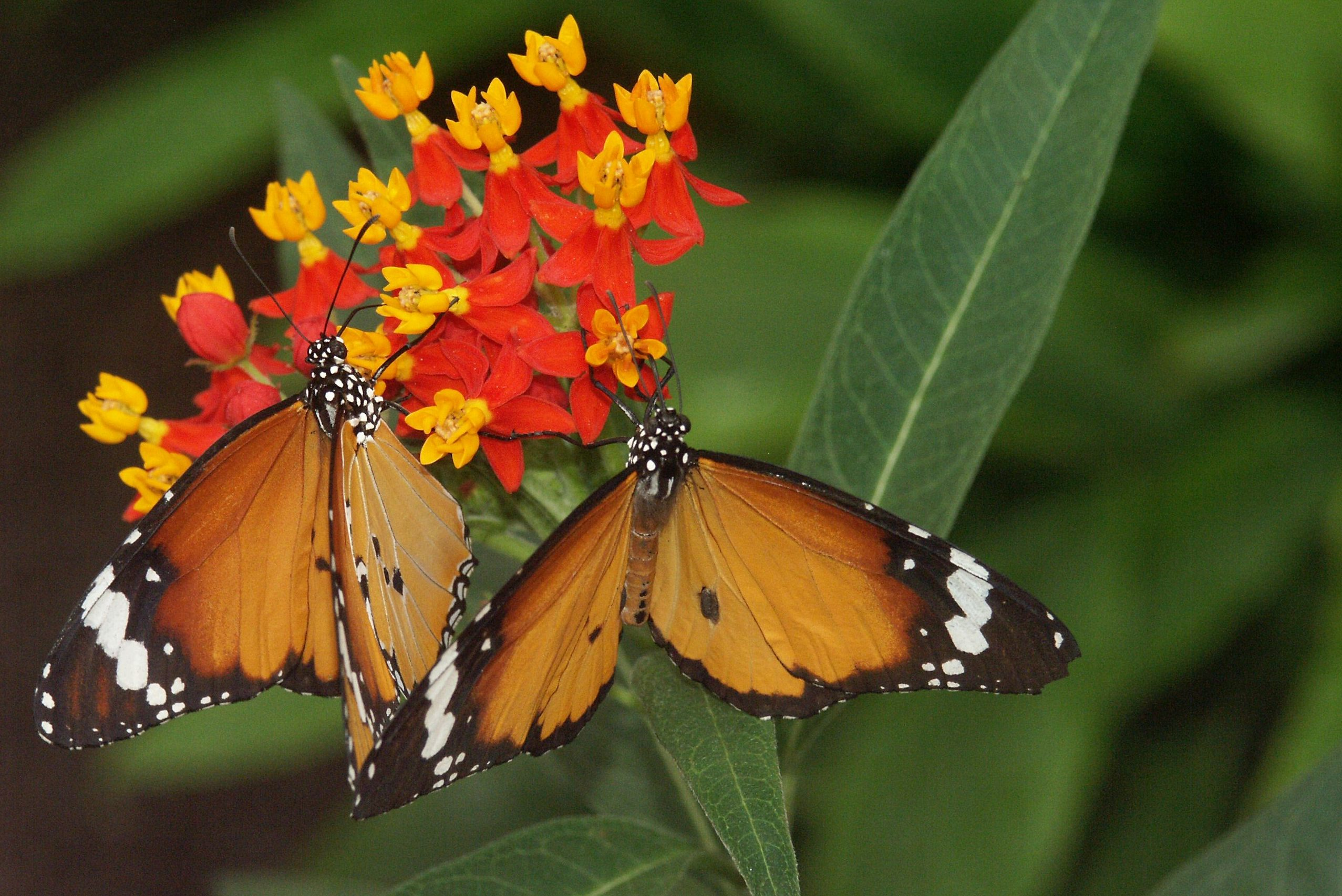
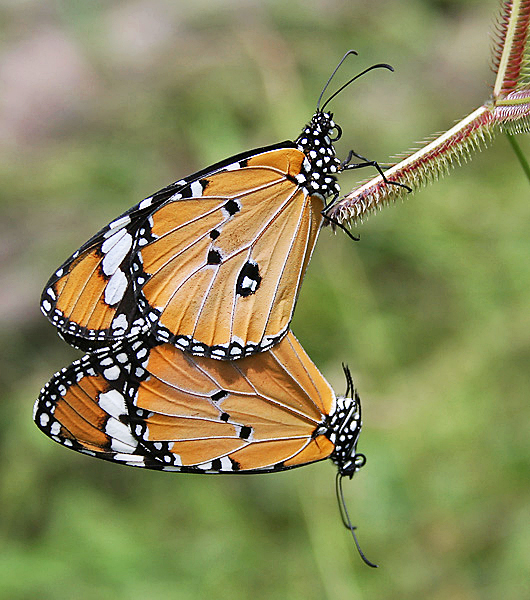
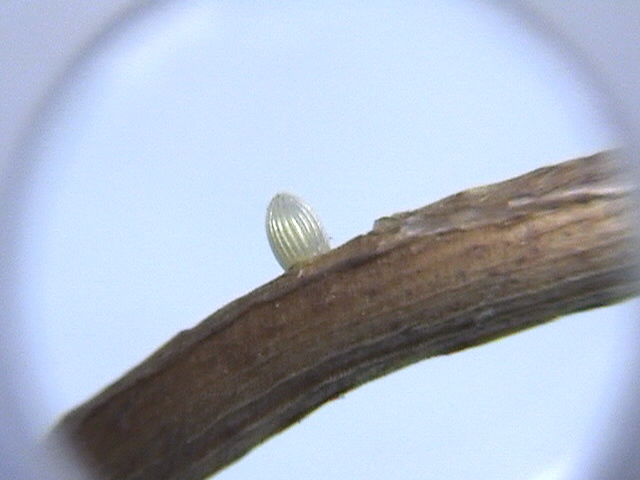
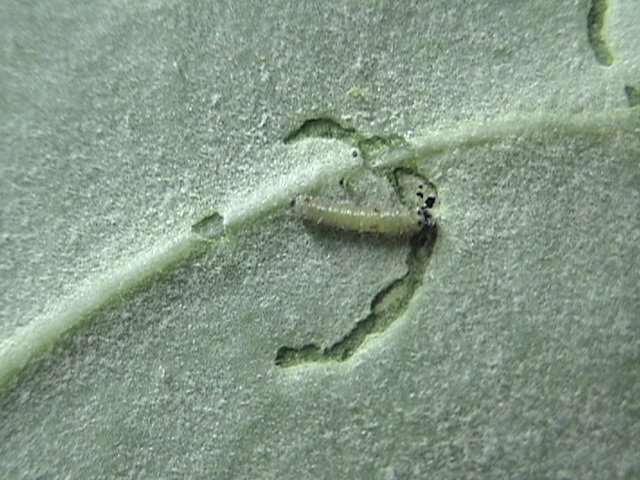
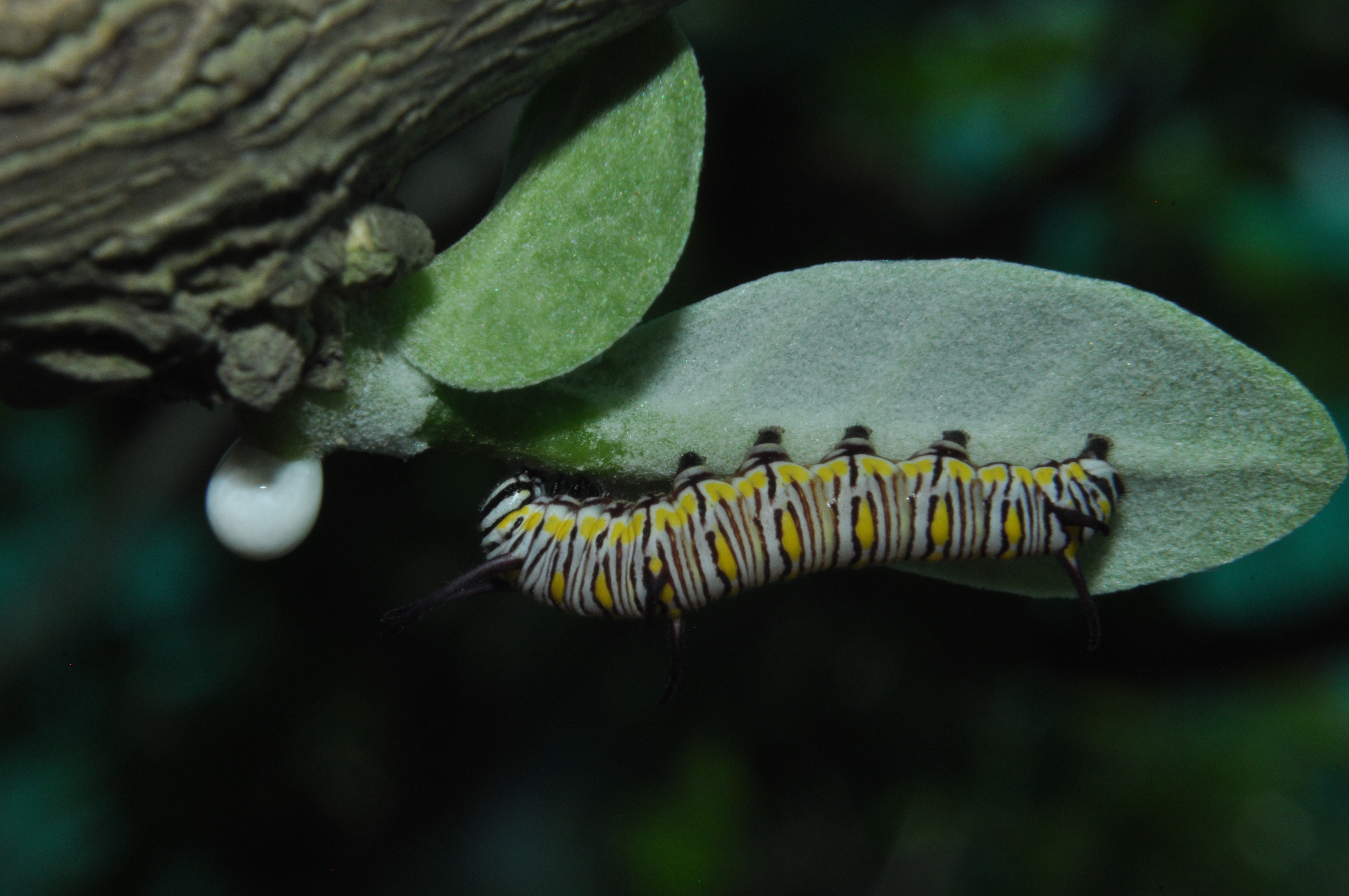
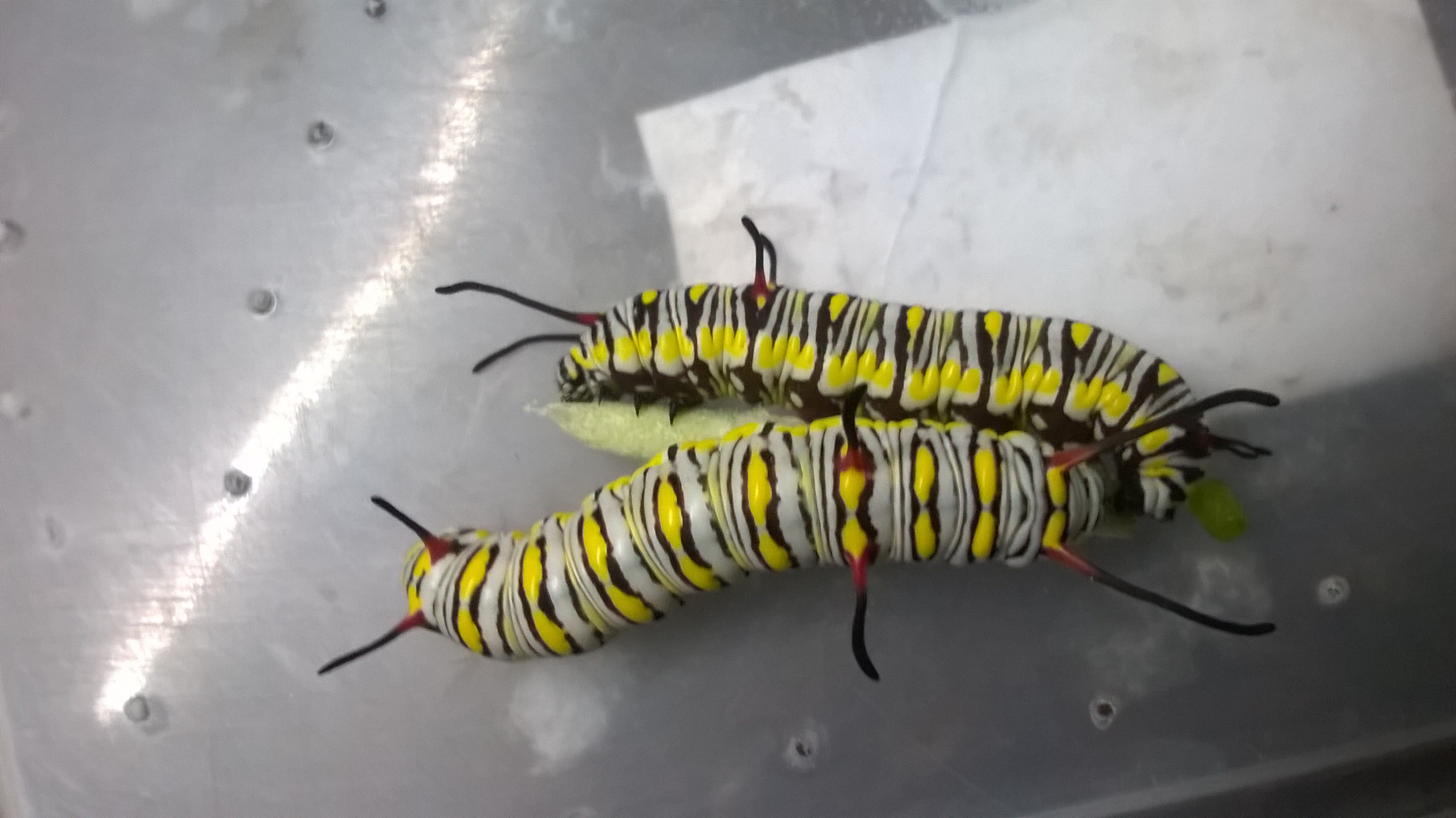
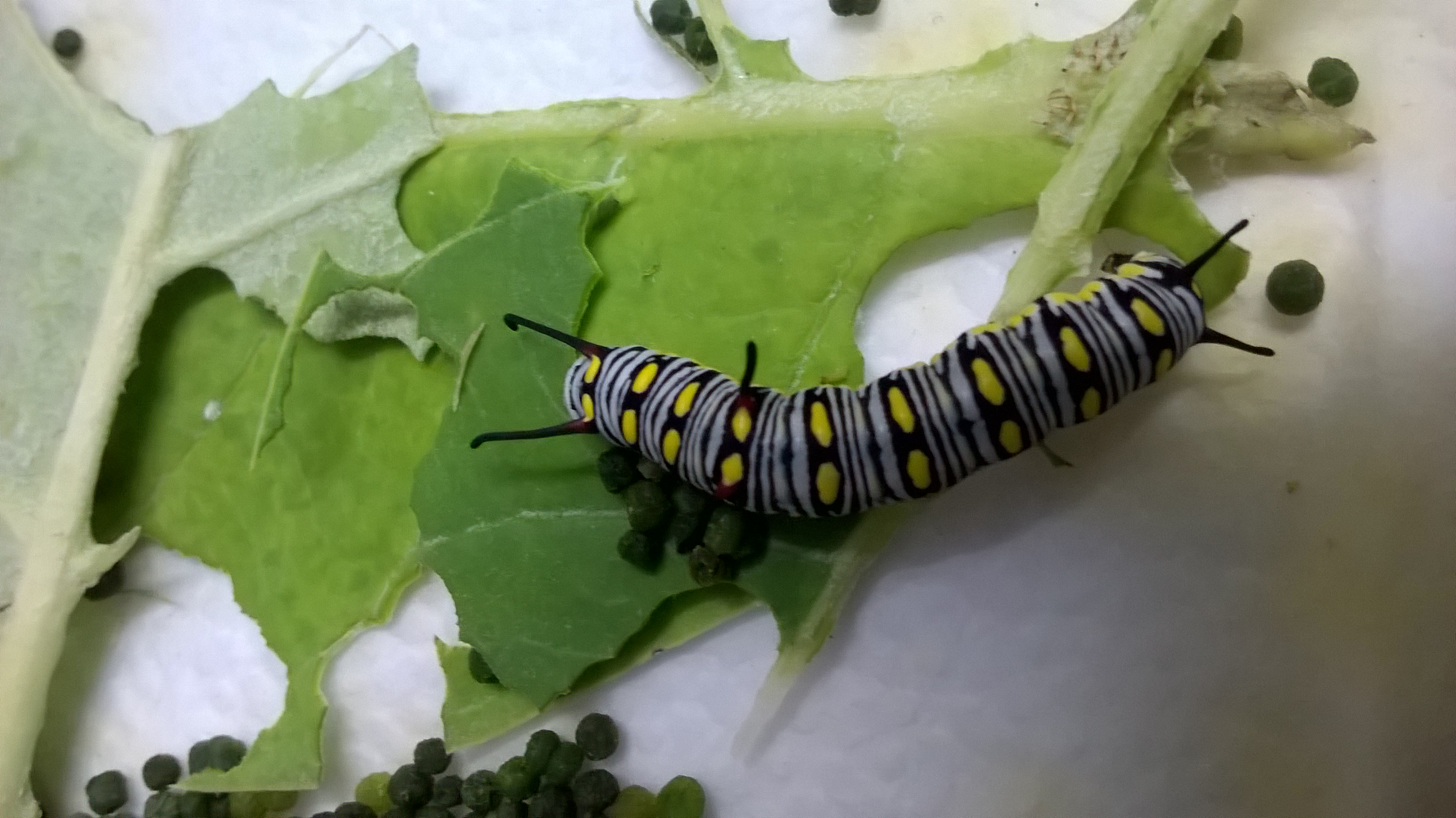
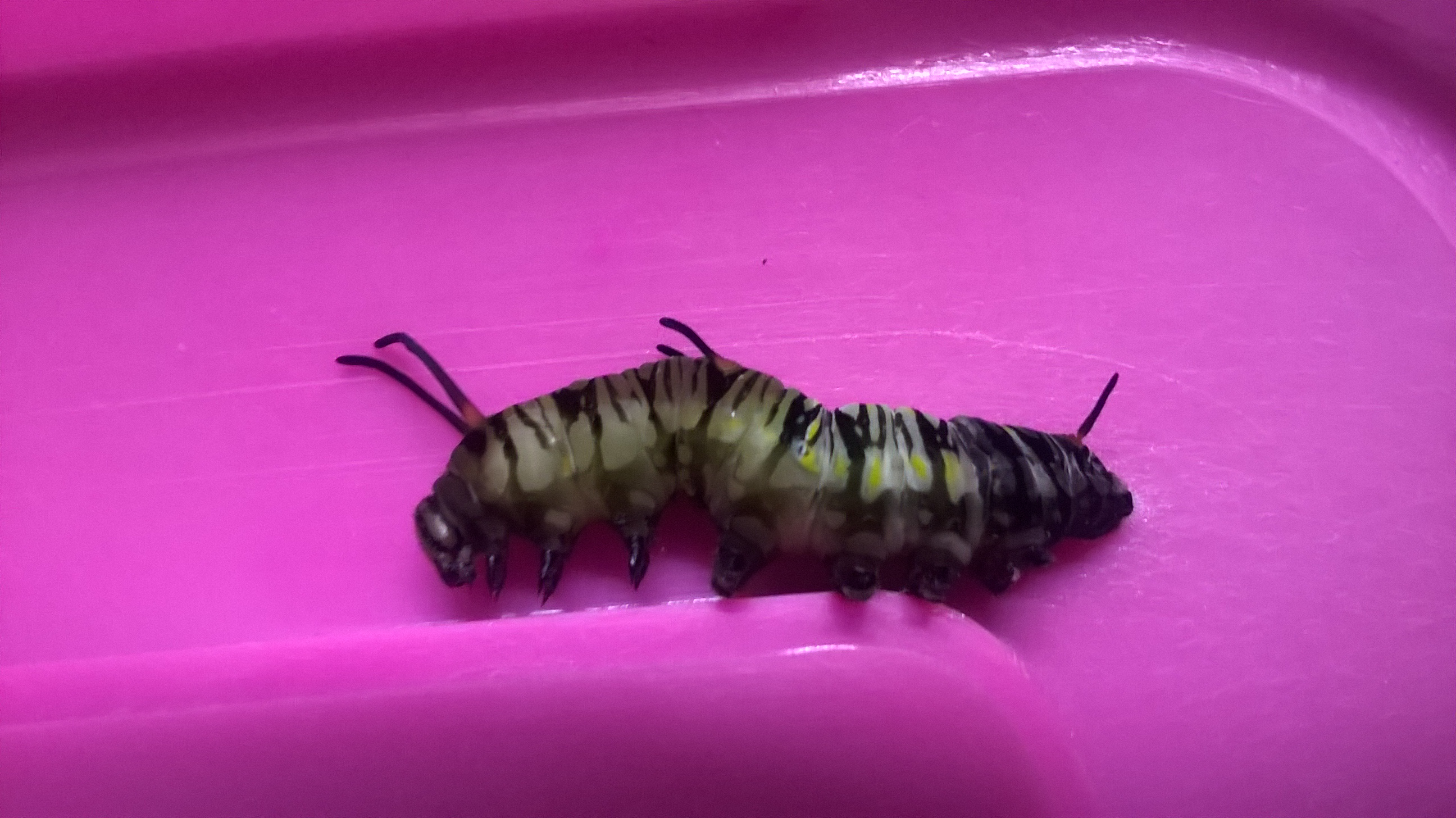
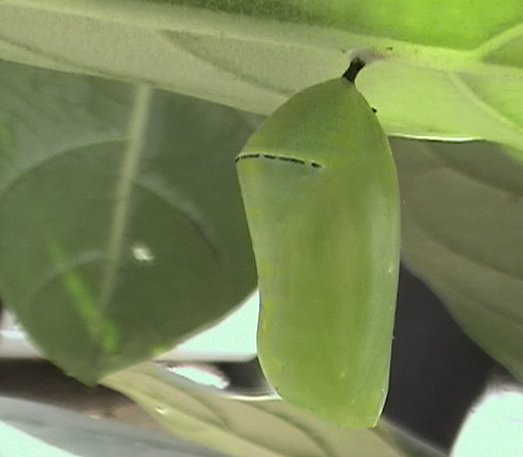
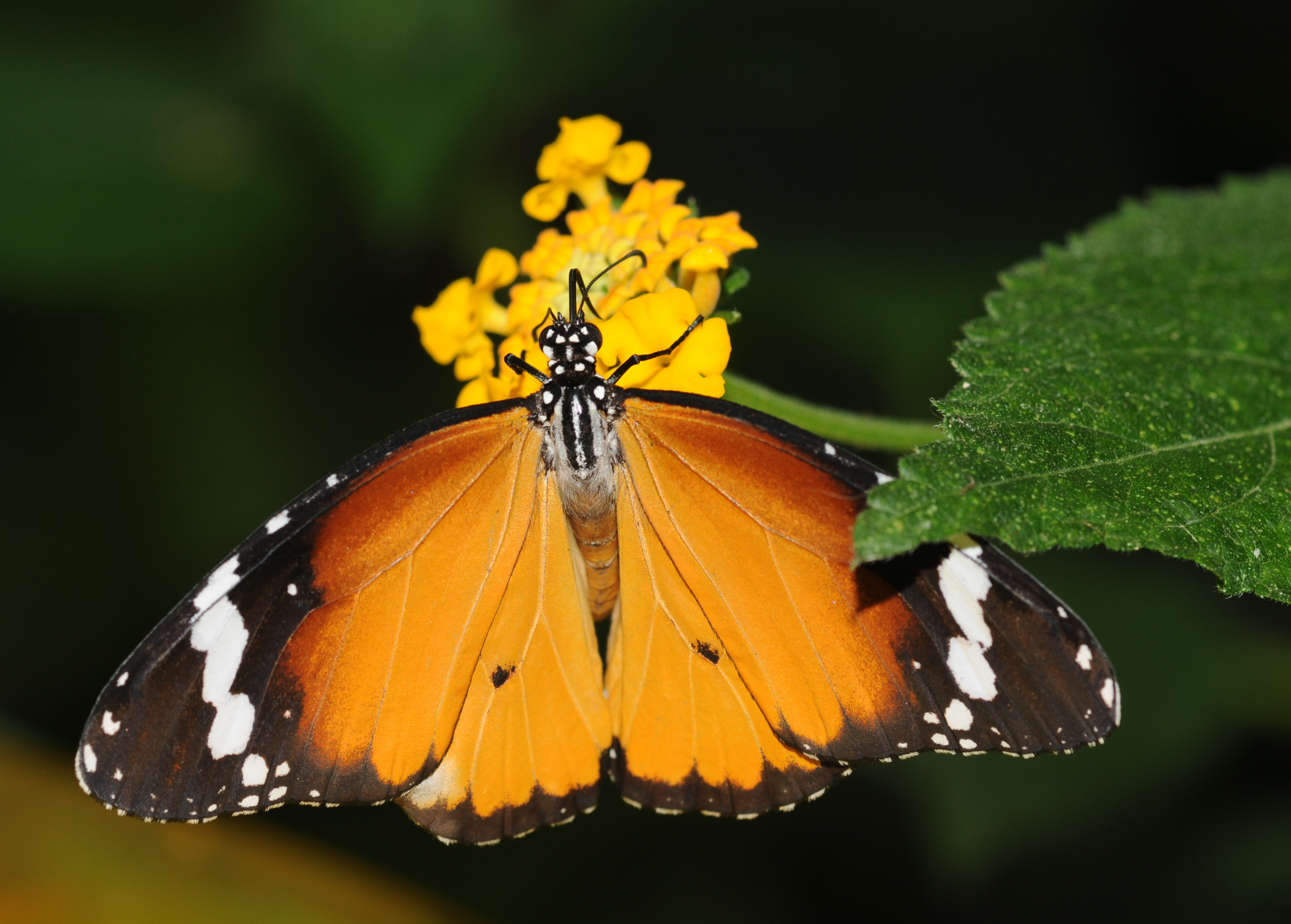